# 平間正博
平間 正博（ひらま まさひろ、1948年1月2日 - ） は、日本の化学者。東北大学名誉教授。

## 人物・経歴
東京都目黒区出身。1966年福島県立福島高等学校卒業。1970年東北大学理学部化学科卒業。伊東椒の指導を受け、1972年東北大学大学院理学研究科化学専攻博士前期課程修了、住友化学工業入社。1977年東北大学大学院理学研究科化学専攻博士後期課程修了、理学博士、ピッツバーグ大学博士研究員。1978年マサチューセッツ工科大学博士研究員。1980年中西香爾が所長を務めていたサントリー生物有機科学研究所研究員に就任。1983年東北大学理学部化学第二学科助手。1986年同助教授。1989年同教授。2006年東北大学大学院理学研究科附属巨大分子解析研究センター長。天然物化学、天然物合成化学（シガトキシン全合成、抗シガトキシン抗体作製、9員環エンジイン抗生物質の全合成等）。2008年東北大学ディスティングイッシュトプロフェッサー、日本化学会理事、日本化学会フェロー、日本化学会名誉会員。2012年に退職後、大阪府立大学大学院理学系研究科客員教授。株式会社糖鎖工学研究所顧問。指導学生に大石徹九州大学大学院理学研究科教授、大栗博毅東京大学大学院理学系研究科教授など。

## 受賞・叙勲
- 1997年 - 井上学術賞
- 2000年 - 日本有機合成化学協会賞
- 2004年 - 日本化学会賞
- 2010年 - 藤原賞
- 2011年 - 紫綬褒章[6]
- 2019年 - 日本学士院賞[3]
- 202２年 - 春の叙勲で瑞宝中綬章受章[7]